# 延榮
延榮（1869年6月29日—1918年4月4日），繆氏，字寿山，奉天省人，民國政治人物。

## 經歷
早年留學日本，明治四十一年（1908年），日本法政大學速成科第五班政治部卒業。

回國後曾任中華民國第一屆國會第一期常會議員（奉天省參議員）。

## 家庭
祖父景和、父親裕紹，妻子劉氏，兒子澂炅在大連工作，全家死於1921年的東北鼠疫。長女澂芳（字靜涵 1900年8月10日–1975年11月30日），次女澂雲。